# Rolim de Moura EC
Rolim de Moura EC is een Braziliaanse voetbalclub uit Rolim de Moura in de staat Rondônia. 

## Geschiedenis
De club werd opgericht in 2002. In 2007 eindigde de club tweede in de tweede klasse van het Campeonato Rondoniense en promoveerde zo naar de hoogste klasse. De club speelde daar tot 2014 en na een jaar onderbreking opnieuw in 2016 voor één seizoen.